# Усть-Волчихинська сільська рада
Усть-Волчи́хинська сільська рада (рос. Усть-Волчихинский сельский совет) — сільське поселення у складі Волчихинського району Алтайського краю Росії.
Адміністративний центр — село Усть-Волчиха.

## Населення
Населення — 982 особи (2019; 1082 в 2010, 1232 у 2002).

## Склад
До складу сільської ради входять:
| Населений пункт    | Населення, осіб (2002) | Населення, осіб (2010) |
| ------------------ | ---------------------- | ---------------------- |
| Усть-Волчиха, село | 1077                   | 964                    |
| Усть-Корміха, село | 155                    | 118                    |